# К'юза-ді-Сан-Мікеле
К'юза-ді-Сан-Мікеле (італ. Chiusa di San Michele, п'єм. Ciusa) — муніципалітет в Італії, у регіоні П'ємонт,  метрополійне місто Турин.
К'юза-ді-Сан-Мікеле розташована на відстані близько 550 км на північний захід від Рима, 31 км на захід від Турина.
Населення — 1664 особи (2014).
Щорічний фестиваль відбувається 29 червня. Покровитель — святий Петро.

## Демографія
Населення за роками:

Станом на 1 січня 2023 року в муніципалітеті офіційно проживало 135 іноземців з 17 країн, серед них 80 громадян країн Євросоюзу.

## Сусідні муніципалітети
- Капріє
- Коацце
- Кондове
- Сант'Амброджо-ді-Торино
- Ває
- Вальджоїє